# Isabel Alfonsa de Bourbon
Isabel Alfonsa Maria Teresa Antónia Cristina Mercedes Carolina Adelaide Rafaela de Bourbon-Duas Sicílias e Bourbon (Madrid, 16 de outubro de 1904 - Madrid, 18 de julho de 1985) foi uma infanta de Espanha por nascimento e condessa Zamoyska por casamento.

## Biografia

### Primeiros anos e família
A infanta Isabel Alfonsa nasceu no Palácio Real de Madrid em 16 de outubro de 1904, durante o reinado de seu tio, o rei Afonso XIII. Ele era familiarmente chamada Bela. Isabel Alfonsa foi a terceira criança e primeira filha do infante Carlos de Bourbon-Duas Sicílias e de sua primeira esposa, Mercedes, Princesa das Astúrias. Desde que seu pai havia renunciado aos seus títulos italianos após o casamento com a princesa das Astúrias, seus filhos (Isabel Alfonsa e seus irmãos) nunca foram oficialmente príncipes das Duas Sicílias, um reino que se extinguiu após a Unificação Italiana em 1861.
O parto de Isabel Alfonsa teve sérias complicações, resultando na morte de sua mãe. Um ano depois, seu irmão Fernando morreu prematuramente em San Sebastián. Em 1907 seu pai, o infante Carlos, casou-se com a princesa Luísa de Orléans, filha do conde de Paris. O casal teve um filho e três filhas, entre os quais Maria das Mercedes, avó do atual rei da Espanha.

### Casamento e descendência
Em 9 de março de 1929, no Palácio Real de Madrid, a infanta Isabel Alfonsa casou-se com o nobre polonês Jan Kanty Zamoyski, filho do conde Andrzej Przemysław Zamoyski e de sua esposa, a princesa Maria Carolina de Bourbon-Duas Sicílias. O casamento foi o último evento realizado dentro do círculo da família real antes da proclamação da Segunda República Espanhola dois anos depois. Numerosos parentes do casal compareceram ao casamento; como testemunha as fotografias do evento, estiveram presentes, entre outros, seu pai Carlos de Bourbon, o rei Afonso XIII de Espanha, a rainha Vitória Eugénia, a infanta Luísa de Orléans a infanta Eulália de Bourbon, o infante Afonso de Orléans, o infante Jaime de Bourbon, o infante Gonçalo de Bourbon, a duquesa de Talavera de la Reina, a infanta Maria Cristina de Bourbon e a infanta Beatriz de Bourbon, a infanta Isabel de Bourbon, condessa de Girgenti e o infante João de Bourbon.
Isabel Alfonsa e Jan Kanty tiveram quatro filhos:
- Karol Alfons, conde Zamoyski (Budapeste, 1930 - Sevilha, 1979), com descendência.
- Maria Krystyna (Budapeste, 1932 - Madrid, 1959), sem descendência.
- Józef Michal (Neuilly-sur-Seine, 1935- Almonte, Huelva 2010), com descendência.
- Maria Teresa (Bratislava, 1938), sem descendência.

Isabel Alfonsa e seu marido residiam inicialmente na Tchecoslováquia, mas em 1945 eles se estabeleceram na cidade sevilhana de Valencina de la Concepción, onde se foi dedicaram a atividades agrícolas. Quando ela ficou viúva em 1961 e dois de seus filhos morreram, ela retirou-se para a residência religiosa de Claune, na cidade de Pozuelo de Alarcón.

### Morte
Ela faleceu após uma parada respiratória no Hospital del Aire, em Madrid, em 1985, durante o reinado de seu sobrinho, Juan Carlos I, e foi sepultada na Cripta Real do Mosteiro de El Escorial.

## Honras
- Espanha: 958.° Dama Nobre da Ordem da Rainha Maria Luísa - .
- Dama Grã-Cruz da Sagrada Ordem Militar Constantiniana de São Jorge - .[1]